# Jatropha calcarea
Jatropha calcarea là một loài thực vật có hoa trong họ Đại kích. Loài này được Fern.Casas mô tả khoa học đầu tiên năm 2006.